# Marcel Lecomte
Pour les articles homonymes, voir Lecomte.
Marcel Lecomte, né à Saint-Gilles-lez-Bruxelles le 25 septembre 1900 et mort à Bruxelles le 19 novembre 1966, est un poète surréaliste belge.

## Biographie
En 1918, Marcel Lecomte rencontre Clément Pansaers qui lui fait découvrir le dadaïsme ainsi que le taoïsme. Il s'inscrit alors à l'Université libre de Bruxelles pour des études préparatoires à une licence en philosophie et lettres, études qu'il abandonne en 1926.
En 1922, il publie Démonstrations, aux Éditions « Ça ira » à Anvers. Au début de la même année, il rencontre René Magritte et, en 1923, Paul Nougé. Avec celui-ci et Camille Goemans, il fait partie, en 1924 et 1925, du groupe « Correspondance ». Il en est congédié en juillet 1925.
En 1926, il collabore au premier numéro de la revue Marie, dirigée par E. L. T. Mesens. En 1928, il retrouve Goemans, Nougé et Mesens dans la revue Distances.
Marcel Lecomte entre, en 1934, dans l'enseignement secondaire à Braine l'Alleud, puis à Bruxelles, et y demeure jusqu'à la fin de 1944. Il collabore à la revue Documents 34 de Mesens et est cosignataire, en 1935, du Couteau dans la plaie qui rassemble pour la première fois le groupe surréaliste de Bruxelles, Magritte, Mesens, Nougé, Louis Scutenaire, André Souris et celui du Hainaut, Achille Chavée et Fernand Dumont.
En 1940, il participe à L'Invention collective, dirigée par Magritte et Raoul Ubac.
En avril 1960, Marcel Lecomte est attaché aux Musées Royaux des Beaux-Arts de Belgique.

## Œuvres

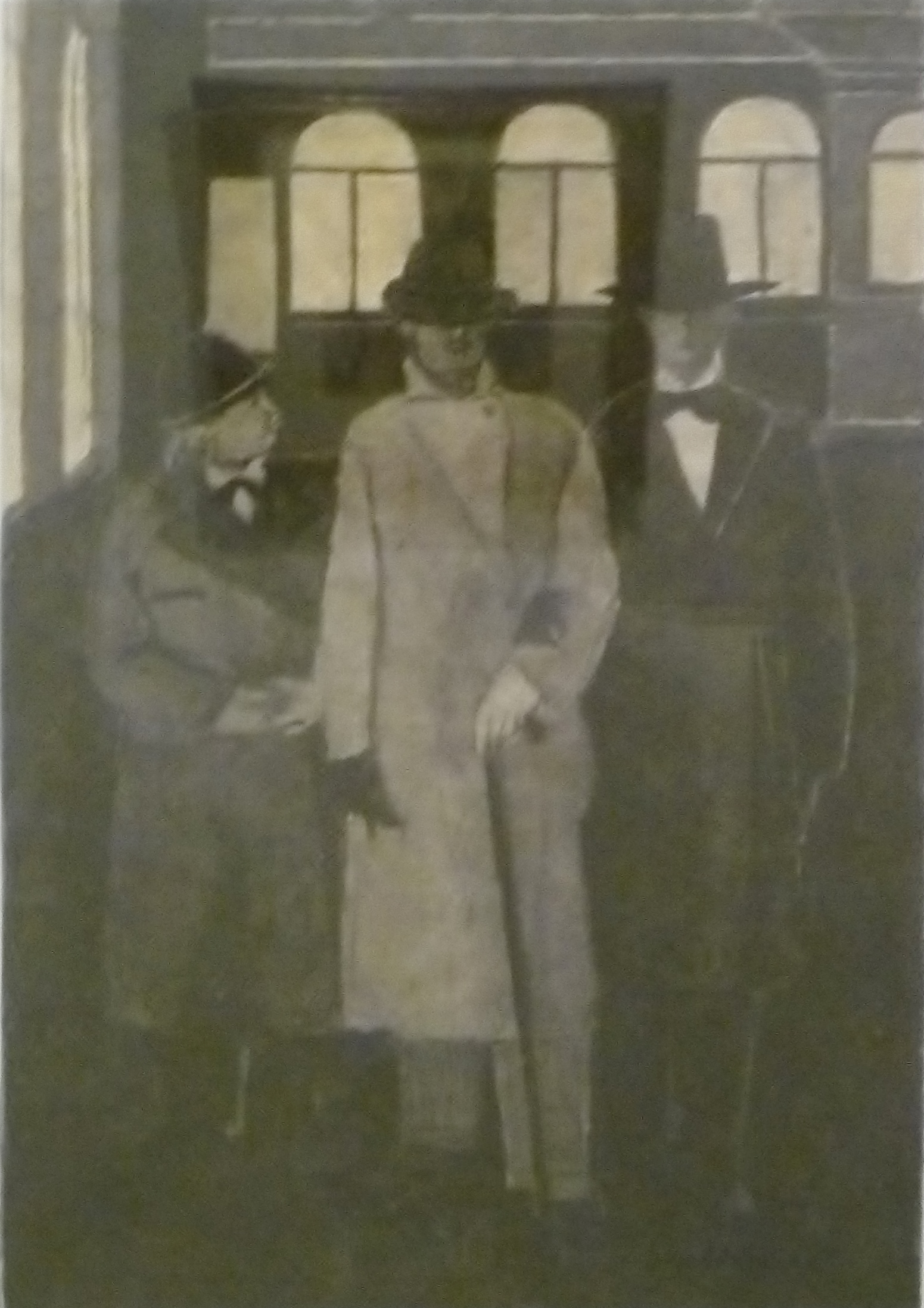
"Passants dans une galerie" (1941), illustration par Léon Spilliaert pour La Servante au Miroir

- Démonstrations, Anvers, Ça ira, 1922.
- Applications, avec deux dessins de Magritte. J. Vandoren, Louvain / Les Écrivains réunis, Paris, 1925.
- L'Homme au complet gris clair, Bruxelles, René Henriquez, 1931.
- Les Minutes insolites [dix récits], avec trois bois d'Élisabeth Ivanovsky, Bruxelles, À l'Enseigne du Paradis perdu, 1936.
- Le vertige du réel, Bruxelles, les Cahiers du journal des poètes, 1936.
- Lucide, Paris, Les Écrivains réunis, 1939.
- La Servante au miroir, avec des dessins de Léon Spilliaert, Bruxelles, Éditions des artistes, 1941.
- Le Règne de la lenteur, Paris, Sagesse, 1943.
- Rencontre dans Paris, avec un dessin de Raoul Ubac, Bruxelles, Éditions des Oublis, 1944.
- L'Accent du secret, Paris, Gallimard, coll. « Métamorphoses », 1944.
- L'Œuvre de Suzanne Van Damme, Bruxelles, La Boétie, 1946.
- Rachel Baes, Paris, Collet, 1947.
- Le Sens des tarots, avec deux illustrations de Pierre Alechinsky, Bruxelles, ENSAAD, 1948.
- D'un nouvel espace, avec douze dessins d'Henri Kerels, Bruxelles, Ex-libris, 1956.
- Univers et signes de Rem, Bruxelles, Éditions des artistes, 1957.
- Le Carnet et les instants, préface de Jean Paulhan, Paris, Mercure de France, 1964.
- Le Cœur et la main, avec un dessin de Jane Graverol. Bruxelles, Les Lèvres nues, 1968.
- Le Sens de la vie, avec un dessin de René Magritte, Bruxelles, Les Lèvres nues, 1968.
- Le Suspens, Paris, Mercure de France, 1971.
- Œuvres (L'Homme au complet gris clair. La Servante au miroir. Le Carnet et les instants), préface de Henri Ronse, Bruxelles, Jacques Antoine (éditeur), 1980.
- Les Minutes insolites, note de Jean Paulhan, Cognac, Le temps qu'il fait, 1981.
- Les Voies de la littérature, choix de chroniques littéraires suivi d'une bibliographie établie par Philippe Dewolf, Bruxelles, Éditions Labor, collection « Archives du Futur », 1988.
- Le Regard des choses, choix de chroniques artistiques et de préfaces d'expositions établi et annoté par Philippe Dewolf, Bruxelles, Éditions Labor, collection « Archives du Futur », 1992.
- Comment j'ai entendu une jolie fille se faire dresser par un spécialiste suivi de Le jeune Gérard, Bruxelles, Didier Devillez éditeur, 1995.
- Poésies complètes [contient les recueils: Démonstrations, Applications, Le Vertige du réel, Lucide, Le Règne de la lenteur, Le Cœur et la Main, Connaissance des degrés, La Figure profonde, Feuillets détachés], Édition établie et présentée par Philippe Dewolf, postface de Colette Lambrichs, avec deux dessins de Magritte, Paris, Éditions de La Différence, 2009 (253 p.).

## Participation à des ouvrages collectifs
- Silhouettes 1937, deux poèmes autographes et un collage signés de Jean Scutenaire, deux poèmes autographes et un collage signés d'Irène Hamoir, deux poèmes autographes signés de Paul Colinet, un texte autographe signé de Marcel Lecomte, une partition autographe signée de Paul Magritte, un collage signé de Georgette Magritte, Laaken-lez-Bruxelles, « sur l'échiquier de Betty P. Magritte », 3 avril 1937, exemplaire unique offert à René Char[1].